# Browning 1900
FN Browning M1900 je jednočinná samonabíjecí pistole navržená v roce 1896 Johnem Browningem a vyráběná zbrojovkou Fabrique Nationale de Herstal (FN) v Belgii na přelomu století. Šlo o první ruční zbraň s klasickým závěrem. 
Jedním z plodů dlouholeté spolupráce amerického konstruktéra Johna M. Browninga s belgickou zbrojovkou Fabrique Nationale d' Armes de Guerre byla na počátku 20. století řada samonabíjecích pistolí. Prvním z nich byl Browning 1900, zkonstruovaný již koncem 19. století a vyráběný od roku 1900. U této pistole s dynamickým závěrem plnila vratná pružina, uložená nad hlavní, zároveň funkci bicí pružiny. Pistole byla obchodně úspěšná, bylo jí vyrobeno cca 700 000 exemplářů. Typ používala řada armád v různých státech světa, oficiálního přijetí do výzbroje se však nedočkala. Přelom století byl dobou, kdy se myšlenka automatické pistole teprve prosazovala a revolvery se stále ještě pokládaly za spolehlivější zbraně.